# نظرسنجی‌های انتخابات ریاست‌جمهوری ایران (۱۳۸۸)
این نوشتار دربارهٔ نظرسنجی‌های علمی است که پیش و پس از انتخابات دهمین دورهٔ ریاست‌جمهوری ایران (۲۲ خرداد ۱۳۸۸) توسط مؤسسه‌های افکارسنجی ایرانی و خارجی انجام شده و نتایج آن‌ها در دسترس می‌باشند.

## پیشینه
اولین نظرسنجی انتخاباتی در ایران، در سال ۱۳۵۴ با هدف دستیابی به نظرات مردم در شهرهای بالای ۵ هزار نفر در مورد بیستمین انتخابات مجلس شورای ملی توسط واحد سنجش افکار و تحقیقات اجتماعی سازمان رادیو تلویزیون ملی ایران انجام شد. پس از آن نیز نظرسنجی‌هایی به صورت جسته و گریخته صورت گرفته اما نتایج آن انتشار عمومی نداشته و فقط به مسئولان رسیده‌اند. گرایش به نظرسنجی انتخاباتی از هفتمین انتخابات ریاست‌جمهوری (۱۳۷۶) آغاز شد. مرکز تحقیقات صدا و سیما نظرسنجی‌های میدانی خود را از این زمان آغاز کرده و خروجی انتخابات را به درستی پیش‌بینی نموده بود.
اما ورود رسمی نظرسنجی‌ها به ادبیات رسمیِ مورد پذیرش فعالان سیاسی کشور از نهمین انتخابات ریاست‌جمهوری (۱۳۸۴) صورت گرفت. در این انتخابات، تعدد نامزدها در دو جناح اصول‌گرایان و اصلاح‌طلبان باعث شده بود که سران آن‌ها برای معرفی نامزد واحد، به دنبال شاخص‌هایی باشند که یکی از گزینه‌های اصلی که به عنوان شاخص برتری نامزدها به لحاظ اقبال مردمی بود، انجام نظرسنجی بود.

## روش‌شناسی
دانشگاه تهران
مرکز پژوهش‌های افکار عمومی و تحولات اجتماعی (UTCPOR) وابسته به دانشکده مطالعات جهان دانشگاه تهران است که در مهر ۱۳۹۲ به صورت رسمی تأسیس شد. این مرکز به منظور انجام نظرسنجی‌های گوناگون در داخل و خارج از کشور و انتشار نتایج آن‌ها در جراید، فعالیت آزمایشی خود را از اواخر سال ۱۳۸۷ آغاز کرده بود. از آنجا که طرح پایلوت این مرکز، بررسی میزان قابل اتکا بودن نظرسنجی‌های علمی در شرایط سیاسی، اجتماعی و فرهنگی ایران بود، سنجش افکار عمومی در مقطع انتخابات ریاست‌جمهوری به عنوان موضوع تحقیق انتخاب شد.
پس از نهایی کردن طرح، اولین پیمایش از ۱۹ تا ۲۵ اسفند ۱۳۸۷ به منظور ارزیابی بستر اجتماعی و سیاسی کشور پیش از آغاز ثبت‌نام و رقابت نامزدان ریاست‌جمهوری صورت گرفت که به دلیل وجود زمان کافی تا موج بعدی پیمایش، به روش مصاحبهٔ رو در رو انجام شده بود. مصاحبه‌های این تحقیق در حدود ۶۰ شهر و ۵۰ روستا از ۳۰ استان انجام شده و حاشیهٔ خطای تحقیق، حدود ۴±٪ محاسبه شده بود. سایر موج‌های نظرسنجی به یکی از روش‌های آمارگیری رایج به نام مصاحبه تلفنی به کمک رایانه (CATI) انجام شده بودند. این روش علاوه بر سرعت بیشتر و هزینهٔ کمتر در مقایسه با روش مصاحبهٔ رو در رو، باعث محدود شدن خطاهای نظرسنجی شده و امکان اعمال نظارت دقیق و همزمان بر نحوهٔ گردآوری اطلاعات توسط مصاحبه‌گر را نیز فراهم می‌کند.
سپس بعد از حدود دو ماه، از ۲۹ اردیبهشت ۱۳۸۸ موج‌های پی‌درپی نظرسنجی تا ۲۱ خرداد یعنی شب قبل از انتخابات، طی ۹ مرحله انجام شد. همچنین یک هفته بعد از انتخابات، موج بعدی نظرسنجی انجام شده و سپس در ۲۴ تیر، دوازدهمین و آخرین موج نظرسنی به سرانجام رسید.
فردای بدون ترور
مرکز افکار عمومی فردای بدون ترور (TFT) یک سازمان غیرانتفاعی از نوع سازمان ۵۰۱ (سی)(۳) مستقر در واشینگتن، دی.سی. است که به سفارش بنیاد آمریکای نوین، تنها نظرسنجی خارجی پیش از انتخابات ریاست‌جمهوری را در فاصلهٔ کمتر از یک ماه تا انتخابات اجرا کرده و نتایج آن را ۸ ژوئن/۱۸ خرداد منتشر کرد. عملیات میدانی این نظرسنجی توسط مؤسسهٔ کِی.اِی.اروپا و تأمین مالی آن توسط صندوق برادران راکفلر انجام شد. مؤسسهٔ فردای بدون ترور، سابقهٔ اجرای نظرسنجی‌های کشوری در ایران در دو مقطع زمانیِ ۱۸–۵ ژوئن ۲۰۰۷/ ۲۸–۱۵ خرداد ۱۳۸۶ و ۲۴–۱۵ فوریه ۲۰۰۸/ ۲۶ بهمن–۵ اسفند ۱۳۸۷ را نیز دارد.
این پژوهش به روش مصاحبهٔ تلفنی به کمک رایانه از بین افراد بالای ۱۸ سال انجام شده‌است. از بین ۲٬۳۶۴ نمونهٔ تصادفی که از بین شهرها و روستاهای تمام استان‌های ایران و براساس نسبت جمعیت شهری و روستایی انتخاب شده بودند، ۶۲۵ نمونه متناسب با معیارهای درنظر گرفته شده نبودند و تماس با ۸ نمونه نیز مقدور نشد. از ۱٬۷۳۱ تماس موفق، ۷۳۰ نفر حاضر به مصاحبه نشدند و در مجموع، نرخ پاسخگویی برابر با ۵۷٫۸٪، و حاشیهٔ خطای تحقیق، ۳٫۱±٪ است.
گلوب‌اسکن
گلوب‌اسکن یک مؤسسهٔ تحقیقاتی بین‌المللی است که در سال ۱۹۸۷ تأسیس شده‌است و مرکز آن در شهر تورنتو کشور کانادا قرار دارد. کارکنان گلوب‌اسکن در تهیه و تنظیم پرسشنامهٔ این نظرسنجی از کمک‌های یک مؤسسهٔ تحقیقات تجاری واقع در ایران که تجربهٔ اجرای نظرسنجی‌های کشوری را داشته، بهره برده بودند. این تحقیق، یک هفته پس از انتخابات یعنی در ۱۹ ژوئن/۲۹ خرداد آغاز شده و در ۲۴ ژوئن/۳ تیر به پایان رسید که طی آن، ۱٬۰۵۱ مصاحبهٔ کامل تلفنی انجام شده و داده‌ها براساس استان محل سکونت، جنسیت و سن مصاحبه‌شوندگان وزن‌دهی شده بودند. نرخ پاسخگویی در این مطالعه برابر با ۴۸٪، و حاشیهٔ خطای تحقیق، ۳٫۰±٪ است. همچنین ۱۹۱ نمونه از شهر تبریز، ۸۹ نمونه از شهر تهران، و ۱۸۳ نمونه از استان لرستان به منظور ارزیابی مجزای این مناطق، انتخاب شده بودند. مؤسسهٔ گلوب‌اسکن اقدام به انتشار نتایج نظرسنجی خود نکرده‌است. نتایج این نظرسنجی برای نخستین بار در گزارش تفصیلی دانشگاه مریلند منتشر شد.
دانشگاه مریلند
پروژهٔ وُرلد پابلیک آپینین (WPO) یک پروژهٔ مشارکتی بین‌المللی است که توسط برنامهٔ مشاوره عمومی اداره می‌شود و تحت حمایت مالی صندوق برادران راکفلر و بنیاد کالورت قرار دارد. برنامهٔ مشاوره عمومی (PPC) با نام سابق برنامهٔ نگرش‌های بین‌المللی سیاست (PIPA)، یک برنامهٔ همکاری مشترک است که با هدف سنجش افکار عمومی جهانی، در سال ۱۹۹۲ توسط مرکز مطالعات بین‌المللی و امنیتی مریلند (CISSM) با همکاری مرکز نگرش‌های سیاست راه‌اندازی شد. مرکز مطالعات بین‌المللی و امنیتی مریلند وابسته به مدرسهٔ سیاست عمومی دانشگاه مریلند است.
این مطالعه به روش مصاحبهٔ تلفنی به کمک رایانه و به زبان فارسی انجام شده‌است. از بین ۲٬۸۸۶ نمونهٔ تصادفی که از تمام استان‌های ایران برای انجام مصاحبه انتخاب شده بودند، ۲٬۰۸۹ نمونهٔ مناسب و ۶۹۱ نمونهٔ نامناسب به ثبت رسید و ۱۰۶ تماس نیز به علت عدم تکلم مصاحبه‌شونده به زبان فارسی، ناموفق ماند. از بین ۲٬۰۸۹ نمونهٔ مناسب، ۱٬۰۰۳ نفر مصاحبه را به اتمام رسانده و ۱٬۰۸۶ نفر نیز حاضر به مصاحبه نشدند. بنابراین نرخ پاسخگویی در این مطالعه برابر با ۴۸٪، و حاشیهٔ خطای تحقیق، ۳٫۱±٪ است.
کارنی ریسرچ
مؤسسهٔ کارنی ریسرچ یک مؤسسهٔ افکارسنجی آمریکایی است که به سفارش انیستیتو صلح بین‌المللی (IPI)، پژوهشی را در ۳۰ اوت–۷ سپتامبر ۲۰۱۰/ ۱۹–۵ شهریور ۱۳۸۹ با هدف بررسی افکار عمومی مردم ایران درخصوص مسائل داخلی و خارجی به اجرا گذاشت که یکی از بخش‌های آن، پرسش از مصاحبه‌شوندگان دربارهٔ انتخابات گذشتهٔ ریاست‌جمهوری بود. تعداد نمونه‌ها ۷۰۲ نفر بزرگسال و حاشیهٔ خطای نظرسنجی، ۳٫۷±٪ است. مصاحبه‌ها به روش تلفنی و از مبدأ کشور ترکیه انجام شده‌اند.

## فهرست نظرسنجی‌ها

### نتیجه انتخابات
| تاریخ                 | مجری/ کارفرما                         | اندازهٔ نمونه                          | حاشیهٔ خطا                             | احمدی‌نژاد                             | موسوی                                 | رضایی                                 | کروبی                                 | سایر / نمی‌دانم                        | بی‌پاسخ                                | پیشتازی                               |     |    |    |    |    |     |     |
| --------------------- | ------------------------------------- | ------------------------------------- | ------------------------------------- | ------------------------------------- | ------------------------------------- | ------------------------------------- | ------------------------------------- | ------------------------------------- | ------------------------------------- | ------------------------------------- | --- | -- | -- | -- | -- | --- | --- |
| تاریخ                 | مجری/ کارفرما                         | اندازهٔ نمونه                          | حاشیهٔ خطا                             | ۱۶–۸ شهریور ۱۳۸۹                      | کارنی ریسرچ/ انیستیتو صلح بین‌المللی   | ۷۰۲                                   | ٪±۳٫۷                                 | سایر / نمی‌دانم                        | بی‌پاسخ                                | پیشتازی                               | ٪۵۸ | ٪۶ | ٪۳ | ٪۰ | ٪۶ | ٪۲۷ | ٪۴۲ |
| ۱۹–۵ شهریور ۱۳۸۸      | دانشگاه مریلند                        | ۱٬۰۰۳                                 | ٪±۳٫۱                                 | ٪۵۵                                   | ٪۱۴                                   | ٪۳                                    | ٪۱                                    | ٪۳                                    | ٪۲۴                                   | ٪۳۱                                   |     |    |    |    |    |     |     |
| ۲۴–۲۲ تیر ۱۳۸۸        | دانشگاه تهران                         | ۱٬۱۹۹                                 | ٪±۲٫۸                                 | ٪۶۶                                   | ٪۲۵                                   | ٪۲                                    | ٪۰٫۴                                  | ٪۶                                    | –                                     | ٪۳۱                                   |     |    |    |    |    |     |     |
| ۲۸ خرداد – ۴ تیر ۱۳۸۸ | دانشگاه تهران                         | ۱٬۰۵۱                                 | ٪±۳٫۰                                 | ٪۶۱                                   | ٪۳۰                                   | ٪۲                                    | ٪۰٫۲                                  | ٪۱                                    | ٪۵                                    | ٪۳۱                                   |     |    |    |    |    |     |     |
| ۲۹ خرداد – ۳ تیر ۱۳۸۸ | گلوب‌اسکن                              | ۱٬۰۵۱                                 | ٪±۳٫۰                                 | ٪۵۶                                   | ٪۳۲                                   | ٪۲                                    | ٪۰                                    | ٪۳                                    | ٪۷                                    | ٪۲۴                                   |     |    |    |    |    |     |     |
| ۲۲ خرداد ۱۳۸۸         | انتخابات                              | –                                     | –                                     | ٪۶۲٫۶۳                                | ٪۳۳٫۷۵                                | ٪۱٫۷۳                                 | ٪۰٫۸۵                                 | ٪۱٫۰۵                                 | –                                     | ٪۲۸٫۸۸                                |     |    |    |    |    |     |     |
| ۲۱ خرداد ۱۳۸۸         | دانشگاه تهران                         | ۴۵۰                                   | ٪±۴٫۶                                 | ٪۵۷                                   | ٪۲۷                                   | ٪۳                                    | ٪۱                                    | ٪۸                                    | ٪۴                                    | ٪۳۰                                   |     |    |    |    |    |     |     |
| ۲۰ خرداد ۱۳۸۸         | پایان تبلیغات رسمی نامزدها            | پایان تبلیغات رسمی نامزدها            | پایان تبلیغات رسمی نامزدها            | پایان تبلیغات رسمی نامزدها            | پایان تبلیغات رسمی نامزدها            | پایان تبلیغات رسمی نامزدها            | پایان تبلیغات رسمی نامزدها            | پایان تبلیغات رسمی نامزدها            | پایان تبلیغات رسمی نامزدها            | پایان تبلیغات رسمی نامزدها            |     |    |    |    |    |     |     |
| ۲۰–۱۹ خرداد ۱۳۸۸      | دانشگاه تهران                         | ۱٬۰۰۹                                 | ٪±۳٫۱                                 | ٪۵۴                                   | ٪۲۳                                   | ٪۵                                    | ٪۱                                    | ٪۷                                    | ٪۱۰                                   | ٪۳۱                                   |     |    |    |    |    |     |     |
| ۲۰ خرداد ۱۳۸۸         | صدا و سیما                            | —                                     | —                                     | ٪۵۴٫۱                                 | ٪۳۴٫۴                                 | ٪۳٫۲                                  | ٪۱٫۴                                  | ٪۶٫۹                                  | ٪۶٫۹                                  | ٪۱۹٫۷                                 |     |    |    |    |    |     |     |
| ۱۹ خرداد ۱۳۸۸         | صدا و سیما                            | —                                     | —                                     | ٪۵۶٫۳                                 | ٪۳۳٫۳                                 | ٪۳٫۲                                  | ٪۱٫۶                                  | ٪۵٫۶                                  | ٪۵٫۶                                  | ٪۲۳٫۰                                 |     |    |    |    |    |     |     |
| ۱۹ خرداد ۱۳۸۸         | ایسپا                                 | ۹٬۹۷۲                                 | —                                     | ٪۵۴٫۴                                 | ٪۳۱٫۷                                 | ٪۴٫۲                                  | ٪۱٫۹                                  | ٪۲٫۹                                  | ٪۴٫۹                                  | ٪۲۲٫۷                                 |     |    |    |    |    |     |     |
| ۱۸–۱۶ خرداد ۱۳۸۸      | دانشگاه تهران                         | ۲٬۰۸۴                                 | ٪±۲٫۱                                 | ٪۵۲                                   | ٪۲۸                                   | ٪۷                                    | ٪۲                                    | ٪۶                                    | ٪۵                                    | ٪۲۴                                   |     |    |    |    |    |     |     |
| ۱۸ خرداد ۱۳۸۸         | صدا و سیما                            | —                                     | —                                     | ٪۶۱٫۵                                 | ٪۲۷٫۷                                 | ٪۱٫۷                                  | ٪۱٫۷                                  | ٪۷٫۴                                  | ٪۷٫۴                                  | ٪۳۳٫۸                                 |     |    |    |    |    |     |     |
| ۱۷ خرداد ۱۳۸۸         | صدا و سیما                            | —                                     | —                                     | ٪۶۲٫۷                                 | ٪۲۵٫۷                                 | ٪۱٫۹                                  | ٪۲٫۱                                  | ٪۷٫۶                                  | ٪۷٫۶                                  | ٪۳۷٫۰                                 |     |    |    |    |    |     |     |
| ۱۴ خرداد ۱۳۸۸         | دانشگاه تهران                         | ۵۴۳                                   | ٪±۴٫۲                                 | ٪۴۸                                   | ٪۲۹                                   | ٪۱                                    | ٪۲                                    | ٪۱۰                                   | ٪۱۰                                   | ٪۱۹                                   |     |    |    |    |    |     |     |
| ۱۳ خرداد ۱۳۸۸         | مناظره تلویزیونی احمدی‌نژاد و موسوی    | مناظره تلویزیونی احمدی‌نژاد و موسوی    | مناظره تلویزیونی احمدی‌نژاد و موسوی    | مناظره تلویزیونی احمدی‌نژاد و موسوی    | مناظره تلویزیونی احمدی‌نژاد و موسوی    | مناظره تلویزیونی احمدی‌نژاد و موسوی    | مناظره تلویزیونی احمدی‌نژاد و موسوی    | مناظره تلویزیونی احمدی‌نژاد و موسوی    | مناظره تلویزیونی احمدی‌نژاد و موسوی    | مناظره تلویزیونی احمدی‌نژاد و موسوی    |     |    |    |    |    |     |     |
| ۱۳ خرداد ۱۳۸۸         | صدا و سیما                            | —                                     | —                                     | ٪۴۹٫۸                                 | ٪۳۵٫۹                                 | ٪۲٫۷                                  | ٪۲٫۹                                  | ٪۸٫۷                                  | ٪۸٫۷                                  | ٪۱۳٫۹                                 |     |    |    |    |    |     |     |
| ۱۲ خرداد ۱۳۸۸         | صدا و سیما                            | —                                     | —                                     | ٪۵۰٫۰                                 | ٪۳۴٫۴                                 | ٪۲٫۴                                  | ٪۳٫۶                                  | ٪۹٫۶                                  | ٪۹٫۶                                  | ٪۱۵٫۶                                 |     |    |    |    |    |     |     |
| ۱۱ خرداد ۱۳۸۸         | صدا و سیما                            | —                                     | —                                     | ٪۴۹٫۹                                 | ٪۳۳٫۷                                 | ٪۲٫۵                                  | ٪۱٫۳                                  | ٪۱۲٫۶                                 | ٪۱۲٫۶                                 | ٪۱۶٫۲                                 |     |    |    |    |    |     |     |
| ۱۱ خرداد ۱۳۸۸         | دانشگاه تهران                         | ۶۲۵                                   | ٪±۳٫۹                                 | ٪۳۹                                   | ٪۳۰                                   | ٪۴                                    | ٪۲                                    | ٪۷                                    | ٪۱۸                                   | ٪۹                                    |     |    |    |    |    |     |     |
| ۷–۴ خرداد ۱۳۸۸        | دانشگاه تهران                         | ۱٬۰۹۱                                 | ٪±۳٫۰                                 | ٪۴۸                                   | ٪۳۰                                   | ٪۳                                    | ٪۴                                    | ٪۶                                    | ٪۹                                    | ٪۱۸                                   |     |    |    |    |    |     |     |
| ۷ خرداد ۱۳۸۸          | ایسپا                                 | —                                     | —                                     | ٪۵۶٫۲                                 | ٪۲۹٫۳                                 | ٪۳٫۹                                  | ٪۲٫۰                                  | ٪۳٫۱                                  | ٪۵٫۵                                  | ٪۲۶٫۹                                 |     |    |    |    |    |     |     |
| ۶ خرداد ۱۳۸۸          | صدا و سیما                            | —                                     | —                                     | ٪۵۱٫۲                                 | ٪۳۰٫۶                                 | ٪۱٫۹                                  | ٪۳٫۵                                  | ٪۴٫۴                                  | ٪۸٫۴                                  | ٪۲۰٫۶                                 |     |    |    |    |    |     |     |
| ۳ خرداد ۱۳۸۸          | صدا و سیما                            | —                                     | —                                     | ٪۵۲٫۶                                 | ٪۲۸٫۰                                 | ٪۲٫۱                                  | ٪۳٫۱                                  | ٪۱۴٫۲                                 | ٪۱۴٫۲                                 | ٪۲۴٫۶                                 |     |    |    |    |    |     |     |
| ۲–۱ خرداد ۱۳۸۸        | دانشگاه تهران                         | ۳٬۶۵۷                                 | ٪±۱٫۶                                 | ٪۵۶                                   | ٪۲۶                                   | ٪۲                                    | ٪۲                                    | ٪۱۰                                   | ٪۴                                    | ٪۳۰                                   |     |    |    |    |    |     |     |
| ۱ خرداد ۱۳۸۸          | آغاز تبلیغات رسمی نامزدها             | آغاز تبلیغات رسمی نامزدها             | آغاز تبلیغات رسمی نامزدها             | آغاز تبلیغات رسمی نامزدها             | آغاز تبلیغات رسمی نامزدها             | آغاز تبلیغات رسمی نامزدها             | آغاز تبلیغات رسمی نامزدها             | آغاز تبلیغات رسمی نامزدها             | آغاز تبلیغات رسمی نامزدها             | آغاز تبلیغات رسمی نامزدها             |     |    |    |    |    |     |     |
| اردیبهشت ۱۳۸۸         | ایسپا                                 | —                                     | —                                     | ٪۶۴٫۹                                 | ٪۲۱٫۲                                 | ٪۳٫۹                                  | ٪۱٫۸                                  | ٪۵٫۰                                  | ٪۴٫۲                                  | ٪۴۳٫۷                                 |     |    |    |    |    |     |     |
| ۳۱–۲۹ اردیبهشت ۱۳۸۸   | دانشگاه تهران                         | ۱٬۱۶۶                                 | ٪±۲٫۹                                 | ٪۶۳                                   | ٪۱۹                                   | ٪۲                                    | ٪۳                                    | ٪۸                                    | ٪۵                                    | ٪۴۴                                   |     |    |    |    |    |     |     |
| ۳۰ اردیبهشت ۱۳۸۸      | اعلام اسامی نامزدهای تأیید صلاحیت شده | اعلام اسامی نامزدهای تأیید صلاحیت شده | اعلام اسامی نامزدهای تأیید صلاحیت شده | اعلام اسامی نامزدهای تأیید صلاحیت شده | اعلام اسامی نامزدهای تأیید صلاحیت شده | اعلام اسامی نامزدهای تأیید صلاحیت شده | اعلام اسامی نامزدهای تأیید صلاحیت شده | اعلام اسامی نامزدهای تأیید صلاحیت شده | اعلام اسامی نامزدهای تأیید صلاحیت شده | اعلام اسامی نامزدهای تأیید صلاحیت شده |     |    |    |    |    |     |     |
| ۳۰–۲۱ اردیبهشت ۱۳۸۸   | فردای بدون ترور/ بنیاد آمریکای نوین   | ۱٬۰۰۱                                 | ٪±۳٫۱                                 | ٪۳۳٫۸                                 | ٪۱۳٫۶                                 | ٪۰٫۹                                  | ٪۱٫۷                                  | ٪۳۵٫۰                                 | ٪۱۵٫۰                                 | ٪۲۰٫۲                                 |     |    |    |    |    |     |     |
| ۲۸ اردیبهشت ۱۳۸۸      | صدا و سیما                            | —                                     | —                                     | ٪۵۴٫۶                                 | ٪۲۳٫۲                                 | ٪۱٫۸                                  | ٪۳٫۰                                  | ٪۱۷٫۴                                 | ٪۱۷٫۴                                 | ٪۳۱٫۴                                 |     |    |    |    |    |     |     |
| ۲۰ اردیبهشت ۱۳۸۸      | صدا و سیما                            | —                                     | —                                     | ٪۵۵٫۹                                 | ٪۲۱٫۷                                 | ٪۲٫۰                                  | ٪۳٫۲                                  | ٪۱۷٫۲                                 | ٪۱۷٫۲                                 | ٪۳۴٫۲                                 |     |    |    |    |    |     |     |
| ۱۹–۱۵ اردیبهشت ۱۳۸۸   | ثبت‌نام نامزدهای انتخابات ریاست‌جمهوری  | ثبت‌نام نامزدهای انتخابات ریاست‌جمهوری  | ثبت‌نام نامزدهای انتخابات ریاست‌جمهوری  | ثبت‌نام نامزدهای انتخابات ریاست‌جمهوری  | ثبت‌نام نامزدهای انتخابات ریاست‌جمهوری  | ثبت‌نام نامزدهای انتخابات ریاست‌جمهوری  | ثبت‌نام نامزدهای انتخابات ریاست‌جمهوری  | ثبت‌نام نامزدهای انتخابات ریاست‌جمهوری  | ثبت‌نام نامزدهای انتخابات ریاست‌جمهوری  | ثبت‌نام نامزدهای انتخابات ریاست‌جمهوری  |     |    |    |    |    |     |     |
| ۱۲ اردیبهشت ۱۳۸۸      | صدا و سیما                            | —                                     | —                                     | ٪۵۸٫۲                                 | ٪۲۱٫۹                                 | ٪۱٫۴                                  | ٪۳٫۶                                  | ٪۱۴٫۹                                 | ٪۱۴٫۹                                 | ٪۳۶٫۳                                 |     |    |    |    |    |     |     |
| ۹ اردیبهشت ۱۳۸۸       | اعلام رسمی نامزدی محسن رضایی          | اعلام رسمی نامزدی محسن رضایی          | اعلام رسمی نامزدی محسن رضایی          | اعلام رسمی نامزدی محسن رضایی          | اعلام رسمی نامزدی محسن رضایی          | اعلام رسمی نامزدی محسن رضایی          | اعلام رسمی نامزدی محسن رضایی          | اعلام رسمی نامزدی محسن رضایی          | اعلام رسمی نامزدی محسن رضایی          | اعلام رسمی نامزدی محسن رضایی          |     |    |    |    |    |     |     |
| ۶ اردیبهشت ۱۳۸۸       | صدا و سیما                            | —                                     | —                                     | ٪۵۳٫۶                                 | ٪۲۱٫۹                                 | ٪۱٫۷                                  | ٪۳٫۸                                  | ٪۱۹٫۰                                 | ٪۱۹٫۰                                 | ٪۳۱٫۷                                 |     |    |    |    |    |     |     |
| ۳۰ فروردین ۱۳۸۸       | صدا و سیما                            | —                                     | —                                     | ٪۵۶٫۲                                 | ٪۱۸٫۴                                 | ٪۱٫۶                                  | ٪۴٫۰                                  | ٪۱۹٫۸                                 | ٪۱۹٫۸                                 | ٪۳۷٫۸                                 |     |    |    |    |    |     |     |
| ۲۴ فروردین ۱۳۸۸       | صدا و سیما                            | —                                     | —                                     | ٪۵۲٫۸                                 | ٪۱۸٫۷                                 | ٪۱٫۶                                  | ٪۳٫۶                                  | ٪۲۳٫۳                                 | ٪۲۳٫۳                                 | ٪۳۴٫۱                                 |     |    |    |    |    |     |     |

پیش از قرار گرفتن نام نامزدان نهایی در نظرسنجی‌ها
| تاریخ            | مجری/کارفرما                        | اندازهٔ نمونه                        | حاشیهٔ خطا                           | احمدی‌نژاد                           | خاتمی                               | موسوی                               | قالیباف                             | لاریجانی                            | کروبی                               | سایر / نمی‌دانم                      | بی‌پاسخ                              | پیشتازی                             |      |   |   |      |      |      |       |
| ---------------- | ----------------------------------- | ----------------------------------- | ----------------------------------- | ----------------------------------- | ----------------------------------- | ----------------------------------- | ----------------------------------- | ----------------------------------- | ----------------------------------- | ----------------------------------- | ----------------------------------- | ----------------------------------- | ---- | - | - | ---- | ---- | ---- | ----- |
| تاریخ            | مجری/کارفرما                        | اندازهٔ نمونه                        | حاشیهٔ خطا                           | اسفند ۱۳۸۷                          | ایسپا                               | —                                   | —                                   | ٪۵۵٫۶                               | –                                   | سایر / نمی‌دانم                      | بی‌پاسخ                              | پیشتازی                             | ٪۳٫۴ | – | – | ٪۱٫۶ | ٪۹٫۲ | ٪۲٫۹ | ٪۵۲٫۲ |
| ۲۶ اسفند ۱۳۸۷    | اعلام رسمی کناره‌گیری سید محمد خاتمی | اعلام رسمی کناره‌گیری سید محمد خاتمی | اعلام رسمی کناره‌گیری سید محمد خاتمی | اعلام رسمی کناره‌گیری سید محمد خاتمی | اعلام رسمی کناره‌گیری سید محمد خاتمی | اعلام رسمی کناره‌گیری سید محمد خاتمی | اعلام رسمی کناره‌گیری سید محمد خاتمی | اعلام رسمی کناره‌گیری سید محمد خاتمی | اعلام رسمی کناره‌گیری سید محمد خاتمی | اعلام رسمی کناره‌گیری سید محمد خاتمی | اعلام رسمی کناره‌گیری سید محمد خاتمی | اعلام رسمی کناره‌گیری سید محمد خاتمی |      |   |   |      |      |      |       |
| ۲۵–۱۹ اسفند ۱۳۸۷ | دانشگاه تهران                       | —                                   | ٪±۴                                 | ٪۳۶                                 | ٪۲۲                                 | ٪۷                                  | ٪۳                                  | ٪۰٫۸                                | ٪۰٫۴                                | ٪۲۰                                 | ٪۱۱                                 | ٪۱۴                                 |      |   |   |      |      |      |       |
| ۲۰ اسفند ۱۳۸۷    | اعلام رسمی نامزدی میرحسین موسوی     | اعلام رسمی نامزدی میرحسین موسوی     | اعلام رسمی نامزدی میرحسین موسوی     | اعلام رسمی نامزدی میرحسین موسوی     | اعلام رسمی نامزدی میرحسین موسوی     | اعلام رسمی نامزدی میرحسین موسوی     | اعلام رسمی نامزدی میرحسین موسوی     | اعلام رسمی نامزدی میرحسین موسوی     | اعلام رسمی نامزدی میرحسین موسوی     | اعلام رسمی نامزدی میرحسین موسوی     | اعلام رسمی نامزدی میرحسین موسوی     | اعلام رسمی نامزدی میرحسین موسوی     |      |   |   |      |      |      |       |
| ۲۰ بهمن ۱۳۸۷     | اعلام رسمی نامزدی سید محمد خاتمی    | اعلام رسمی نامزدی سید محمد خاتمی    | اعلام رسمی نامزدی سید محمد خاتمی    | اعلام رسمی نامزدی سید محمد خاتمی    | اعلام رسمی نامزدی سید محمد خاتمی    | اعلام رسمی نامزدی سید محمد خاتمی    | اعلام رسمی نامزدی سید محمد خاتمی    | اعلام رسمی نامزدی سید محمد خاتمی    | اعلام رسمی نامزدی سید محمد خاتمی    | اعلام رسمی نامزدی سید محمد خاتمی    | اعلام رسمی نامزدی سید محمد خاتمی    | اعلام رسمی نامزدی سید محمد خاتمی    |      |   |   |      |      |      |       |
| ۲۱ مهر ۱۳۸۷      | اعلام رسمی نامزدی مهدی کروبی        | اعلام رسمی نامزدی مهدی کروبی        | اعلام رسمی نامزدی مهدی کروبی        | اعلام رسمی نامزدی مهدی کروبی        | اعلام رسمی نامزدی مهدی کروبی        | اعلام رسمی نامزدی مهدی کروبی        | اعلام رسمی نامزدی مهدی کروبی        | اعلام رسمی نامزدی مهدی کروبی        | اعلام رسمی نامزدی مهدی کروبی        | اعلام رسمی نامزدی مهدی کروبی        | اعلام رسمی نامزدی مهدی کروبی        | اعلام رسمی نامزدی مهدی کروبی        |      |   |   |      |      |      |       |

### مشارکت در انتخابات
| تاریخ                 | مجری/ کارفرما                       | اندازهٔ نمونه | حاشیهٔ خطا | حتماً   | احتمال زیاد | احتمال کم | اصلاً   | نمی‌دانم | بی‌پاسخ |
| --------------------- | ----------------------------------- | ------------ | --------- | ------ | ----------- | --------- | ------ | ------- | ------ |
| ۱۶–۸ شهریور ۱۳۸۹      | کارنی ریسرچ/ انیستیتو صلح بین‌المللی | ۷۰۲          | ٪±۳٫۷     | ٪۸۶    | –           | –         | ٪۱۳    | –       | ٪۱     |
| ۱۹–۵ شهریور ۱۳۸۸      | دانشگاه مریلند                      | ۱٬۰۰۳        | ٪±۳٫۱     | ٪۸۷    | –           | –         | ٪۱۲    | –       | ٪۱     |
| ۲۴–۲۲ تیر ۱۳۸۸        | دانشگاه تهران                       | ۱٬۱۹۹        | ٪±۲٫۸     | ٪۸۳    | –           | –         | ٪۱۳    | –       | ٪۴     |
| ۲۸ خرداد – ۴ تیر ۱۳۸۸ | دانشگاه تهران                       | ۱٬۰۵۱        | ٪±۳٫۰     | ٪۸۹    | –           | –         | ٪۱۱    | –       | ٪۰     |
| ۲۹ خرداد – ۳ تیر ۱۳۸۸ | گلوب‌اسکن                            | ۱٬۰۵۱        | ٪±۳٫۰     | ٪۸۶    | –           | –         | ٪۱۱    | –       | ٪۳     |
| ۲۲ خرداد ۱۳۸۸         | انتخابات                            | –            | –         | ٪۸۴٫۷۷ | –           | –         | ٪۱۵٫۲۳ | –       | –      |
| ۲۱ خرداد ۱۳۸۸         | دانشگاه تهران                       | ۴۵۰          | ٪±۴٫۶     | ٪۸۵    | ٪۶          | ٪۸        | ٪۱     | ٪۰      | ٪۰     |
| ۲۰–۱۹ خرداد ۱۳۸۸      | دانشگاه تهران                       | ۱٬۰۰۹        | ٪±۳٫۱     | ٪۸۴    | ٪۵          | ٪۸        | ٪۲     | ٪۰      | ٪۰     |
| ۱۸–۱۶ خرداد ۱۳۸۸      | دانشگاه تهران                       | ۲٬۰۸۴        | ٪±۲٫۱     | ٪۸۰    | ٪۷          | ٪۹        | ٪۲     | ٪۱      | ٪۲     |
| ۱۴ خرداد ۱۳۸۸         | دانشگاه تهران                       | ۵۴۳          | ٪±۴٫۲     | ٪۸۰    | ٪۶          | ٪۱۱       | ٪۲     | ٪۰      | ٪۰     |
| ۱۱ خرداد ۱۳۸۸         | دانشگاه تهران                       | ۶۲۵          | ٪±۳٫۹     | ٪۸۰    | ٪۷          | ٪۱۱       | ٪۲     | ٪۰      | ٪۰     |
| ۷–۴ خرداد ۱۳۸۸        | دانشگاه تهران                       | ۱٬۰۹۱        | ٪±۳٫۰     | ٪۷۴    | ٪۹          | ٪۱۲       | ٪۵     | ٪۰      | ٪۰     |
| ۲–۱ خرداد ۱۳۸۸        | دانشگاه تهران                       | ۳٬۶۵۷        | ٪±۱٫۶     | ٪۷۱    | ٪۱۰         | ٪۱۴       | ٪۳     | ٪۱      | ٪۲     |
| ۳۱–۲۹ اردیبهشت ۱۳۸۸   | دانشگاه تهران                       | ۱٬۱۶۶        | ٪±۲٫۹     | ٪۷۱    | ٪۱۱         | ٪۱۱       | ٪۵     | ٪۱      | ٪۲     |
| ۳۰–۲۱ اردیبهشت ۱۳۸۸   | فردای بدون ترور/ بنیاد آمریکای نوین | ۱٬۰۰۱        | ٪±۳٫۱     | ٪۸۹٫۱  | ٪۸۹٫۱       | ٪۶٫۸      | ٪۶٫۸   | ٪۳٫۱    | ٪۱٫۰   |
| ۲۵–۱۹ اسفند ۱۳۸۷      | دانشگاه تهران                       | —            | ٪±۴       | ٪۴۸    | ٪۲۲         | ٪۱۸       | ٪۱۰    | ٪۳      | ٪۳     |

## پی‌نوشت‌ها